# Granda (festiwal)
Poznański Festiwal Kryminału Granda – festiwal poświęcony literaturze kryminalnej i innym formom twórczości związanym z tym gatunkiem, odbywający się co roku we wrześniu w Poznaniu. Skupia czytelników, pisarzy, wydawców literatury kryminalnej i osoby zainteresowane ogólnie kulturą popularną. Na scenie Grandy aranżowane są dyskusje tematyczne i spotkania autorskie wg ustalonego idiomu nadawanego corocznie festiwalowi przez organizatorki. Wśród zaproszonych do paneli dyskusyjnych gości znajdują się polscy i zagraniczni pisarze gatunku, a także specjaliści – prawnicy, psychologowie, kryminolodzy, medycy itp. oraz pracownicy instytucji nauki i kultury. Festiwalowi towarzyszą wydarzenia satelitarne – Stacje Sensacje. 

## Historia i organizatorzy
Pierwsza edycja festiwalu odbyła się w 2015 r. Inicjatorkami zorganizowania imprezy na wzór podobnych festiwali w innych polskich miastach były Marita Lipska, Agata Pożywiłko i Magda Drogoś-Kraszewska. W 2016 r. powstała Fundacja Granda, która jest odpowiedzialna za organizację festiwalu. Festiwal jest finansowany głównie ze środków miasta Poznania, Urzędu Marszałkowskiego Województwa Wielkopolskiego i Samorządu Województwa Wielkopolskiego, dzięki czemu wstęp dla uczestników jest bezpłatny. Patronami festiwalu są też m.in. Uniwersytet SWPS, Biblioteka Raczyńskich, poznańska i wielkopolska policja, wydawnictwa i portale internetowe zajmujące się literaturą kryminalną.
Pierwsza edycja festiwalu odbyła się w gmachu dawnego Dworca Głównego PKP i na scenie poznańskiego oddziału Uniwersytetu SWPS. W latach 2016–2018 Festiwal Granda był organizowany w budynku Pawilonu przy ul. Ewangelickiej i na scenie Aula Artis SWPS. W latach 2019–2023 sceną wydarzeń festiwalowych był Dom Studencki Hanka w Poznaniu. W 2024 r. imprezę przeniesiono do Słodowni Starego Browaru.
Wydarzenia festiwalowe, tzw. Stacje Sensacje, odbywają się też w innych miejscach, np. bibliotekach (m.in. Bibliotece Raczyńskich, szkołach (m.in. Liceum Ogólnokształcącym św. Marii Magdaleny i innych. Są też organizowane spacery po mieście i spotkania autorskie poza Poznaniem - w Wielkopolsce i innych regionach.

## Program
Wydarzenia festiwalowe obejmują m.in.
- spotkania z pisarzami
- promocję wydawnictw publikujących literaturę kryminalną
- spotkania z prawnikami i przedstawicielami służb mundurowych
- panele dyskusyjne
- pokazy technik kryminalistycznych
- prezentacje dotyczące historii przestępczości i kryminalistyki
- spektakle teatralne
- wystawy
- spacery po mieście